# Буш (филм)
Буш (енгл. W.) је амерички биографски драмски филм из 2008. године, базиран на животу Џорџа В. Буша. Филм је режирао Оливер Стоун, сценарио је написао Стенли Вајзер, док је у насловној улози Џош Бролин. У осталим улогама су Џејмс Кромвел, Елизабет Бенкс, Елен Берстин, Скот Глен, Тандивеј Њутон, Џефри Рајт, Јоан Грифид, Тоби Џоунс и Ричард Драјфус. Снимање је почело 12. маја 2008. у Луизијани, а филм је реализован 17. октобра исте године.

## Радња
Године 1966, Џорџ В. Буш подноси иницијацију својих колега са Универзитета Јејл као завет братству Делта Капа Епсилон. Током хејзинга, Буш се успешно присећа имена и надимака многих чланова братства и наводи да је политичко наслеђе његове породице наследство за које он није заинтересован. Након што је Буш приведен у Њу Џерзију због неуредности након фудбалске утакмице, његов отац Џорџ Х. В. Буш изјављује је да ће му помоћи, али последњи пут. Након дипломирања на Јејлу, Буш се запослио на налазишту нафте у Тексасу, али је дао отказ након неколико недеља. Године 1971, „Јуниор” открива своје стварне тежње у разговору са оцем: рад у професионалном бејзболу. Буш је примљен у Пословну школу на Харварду, уз помоћ свог оца. Након пијанчења током ноћи, Буш се забија аутомобилом у своје породично имање и изазива оца на тучу. Његов млађи брат, Џеб, зауставља борбу.
Године 1977, Буш најављује да ће се кандидовати за Конгрес као заступник тексашког 19. округа. На једној прослави, Буш упознаје своју будућу супругу Лору Лејн Велч. Током дебате, Буша критикује његов демократски противник, Кент Ханс, који говори да Буш није прави Тексашанин и да је потрошио прилоге за кампању како би приредио забаву пуну алкохола за малолетне студенте Тексашког технолошког универзитета. Буш лоше пролази у дебати и губи на изборима, али са највећим бројем гласова за републиканског кандидата у историји државе.
Године 1986, Буш постаје поново рођени хришћанин, одриче се алкохола и поправља везу са оцем. Старији Буш га позива да помогне у ономе што постаје његова председничка кампања 1988. године, иако сам Буш сумња да га је отац позвао само зато што је Џеб био заузет. Бушов политички саветник, Карл Роув, говори му да има потенцијал да се прослави, али да још увек није ништа урадио у животу. Буш постаје извршни директор бејзбол тима Тексас ренџерси, док његов отац надгледа победу у Заливском рату. Иако савезничке снаге добијају рат у року од 100 сати, старији Буш одлучује да не нападне Ирак, ни свргне Садама Хусеина. Након што је његов отац изгубио од Била Клинтона на председничким изборима 1992, Буш за пораз криви очеву одлуку да не свргне Садама.
Године 1994, Буш се кандидује за гувернера Тексаса. Упркос противљењу родитеља да уђе у трку, он побеђује и следеће године постаје 46. гувернер Тексаса. Године 2000, успешно се кандидује за председника. Након напада 11. септембра 2001. године, Буш је означио Иран, Ирак и Северну Кореју као „осовине зла”. Буш 2002. године тражи доказе да је Садам стварао нуклеарно оружје и да је припремио војску. Сав Бушов кабинет Беле куће га подржава, осим државног секретара Колина Пауела, који наводи да би инвазија на Ирак дестабилизовала земљу. Пауела генерално надјачавају потпредседник Дик Чејни и министар одбране Доналд Рамсфелд, који инсистирају да би рат осигурао статус Сједињених Држава као једине глобалне велесиле, истовремено ширећи демократију на Блиском истоку.
У марту 2003. године, САД нападају Ирак и чини се да је рат успео, а Буш држи свој говор „Остварена мисија” на носачу авиона. Када постане јасно да у Ираку не постоји оружје за масовно уништавање, Буш сазнаје да је одговорност за његово проналажење срушена далеко низ заповеднички ланац. Буш открива да се Садам коцкао са својим режимом и својим животом под претпоставком да је Буш блефирао. Буша питају на конференцији за штампу Беле куће које грешке је починио као председник, питање које га оставља узнемиреним и без текста. Те ноћи Буш има ноћну мору у којој га отац оптужује да је покварио породично наслеђе, за које старији Буш тврди да је било намењено Џебу. Буш сања о себи како игра централно поље на бејзбол утакмици. Буш покушава да ухвати лопту, али она нестаје.

## Улоге
| Глумац         | Улога           |
| -------------- | --------------- |
| Џош Бролин     | Џорџ В. Буш     |
| Елизабет Бенкс | Лора Буш        |
| Џејмс Кромвел  | Џорџ Х. В. Буш  |
| Елен Берстин   | Барбара Буш     |
| Ричард Драјфус | Дик Чејни       |
| Џефри Рајт     | Колин Пауел     |
| Скот Глен      | Доналд Рамсфелд |
| Тандивеј Њутон | Кондолиза Рајс  |
| Тоби Џоунс     | Карл Роув       |
| Брус Макгил    | Џорџ Тенет      |
| Јоан Грифид    | Тони Блер       |
| Џејсон Ритер   | Џеб Буш         |
| Колин Хенкс    | Дејвид Фрум     |